# インディアナポリス・フージャーズ

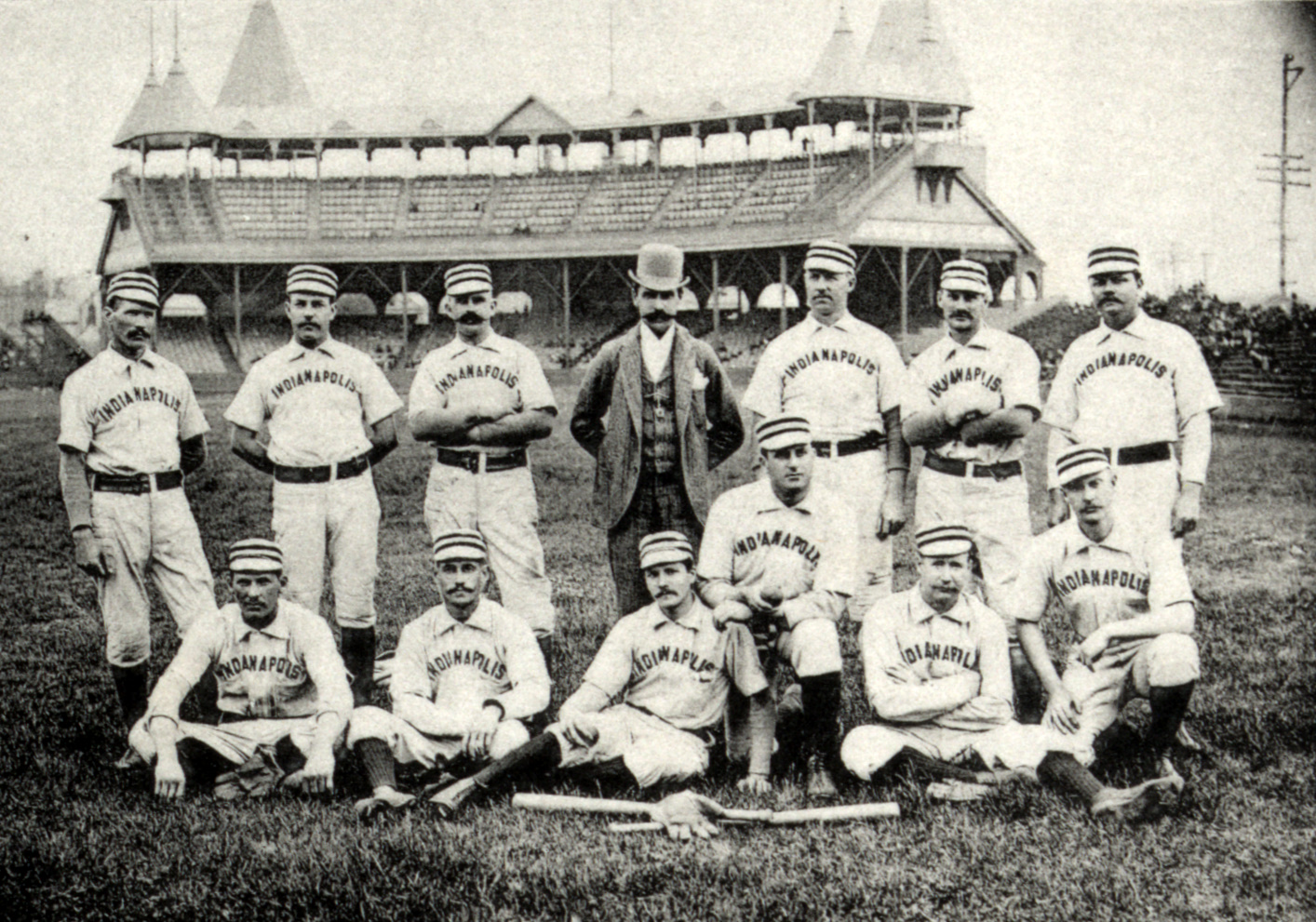
1888年

ここでは、1887年から1889年にかけて、インディアナ州インディアナポリスを本拠地として、ナショナルリーグに加盟していたインディアナポリス・フージャーズ（Indianapolis Hoosiers）について記述する。

## 球団史
チーム名の「フージャー」（Hoosier）はインディアナの出身者及びインディアナ住民のことを表す。この球団はセントルイス・マルーンズが1886年シーズン後に破綻した際、そのフランチャイズ権が後のシンシナティ・レッズやニューヨーク・ジャイアンツのオーナーとなるジョン・T・ブラッシュによって買い取られ、マルーンズ所属選手の多数を受け入れる形で本拠地をインディアナポリスに移して設立された球団である。
1887年にナショナルリーグに加盟したが、加入1年目エースだったエジプシャン・ヒーリーがリーグ最多の敗戦と被本塁打を記録するなど投手力が弱く最下位に終わる。2年目以降は少しずつ盛り返し、3年目の1889年には後の豪腕投手として知られるエイモス・ルーシーが入団、12勝10敗の成績を収めた。また攻撃の中心だったジャック・グラスコックは同じ年に205本のリーグ最多安打を記録、8月8日の試合ではサイクル安打を達成するなどの活躍をした。しかし上位に進出することはできず、3年の活動の後チームは解散した。

## 戦績
| 年度   | リーグ | 試合 | 勝利 | 敗戦 | 勝率 | 順位 | 監督                                                       | 本拠地           |
| ------ | ------ | ---- | ---- | ---- | ---- | ---- | ---------------------------------------------------------- | ---------------- |
| 1887年 | NL     | 127  | 37   | 89   | .294 | 8位  | ウォッチ・バーナム フレッド・トーマス ホーラス・フォーゲル | Athletic Park I  |
| 1888年 | NL     | 136  | 50   | 85   | .370 | 7位  | ハリー・スペンス                                           | Athletic Park II |
| 1889年 | NL     | 135  | 59   | 75   | .440 | 7位  | フランク・バンクロフト ジャック・グラスコック              | Athletic Park II |

## 所属した主な選手
- ジャック・グラスコック：1889年にリーグ最多安打（205本）を記録。翌年首位打者となる。
- ジェリー・デニー：1887年に打率.324を記録。チーム最多の41本塁打を放った。通算打率.260。
- ヘンリー・ボイル：1886年の最優秀防御率投手。インディアナでは3年連続チーム最多の勝ち星を挙げた。
- エイモス・ルーシー：1889年にデビュー。翌年ニューヨーク・ジャイアンツに移り5度の最多奪三振を記録する。

## 主な球団記録
- 通算安打数：466（ジャック・グラスコック）
- 通算本塁打：41（ジェリー・デニー）
- 通算打点数：272（ジェリー・デニー）
- 通算盗塁数：167（ジャック・グラスコック）
- 通算勝利数：49（ヘンリー・ボイル）
- 通算奪三振：280（ヘンリー・ボイル）